# محمود صوفي
محمود صوفي ياسين دعالة (20 أكتوبر 1971 - 2 يونيو 2019) لاعب كرة قدم قطري سابق. وواحد من أفضل من يسدد ضربات الرأس على مستوى الخليج.

## حياته
ولد في 20 من أكتوبر عام 1971م. لعب مع نادي الغرافة إلى أن انتقل خلال موسم 1999 / 2000 للعربي واحتل المركز الثالث في ترتيب هدافي الدوري. كان هداف الدوري عام 1991 مناصفة مع زميله بالنادي عادل خميس النوبي ولاعب الاهلي حسن سبيلة ولكل واحد منهم 10 أهداف وقد لعب مع منتخب قطر لكرة القدم. من عام 1988 إلى عام 1999 وهو أعظم هداف قطري في تاريخ تصفيات كأس العالم برصيد 12 هدفا من 20 لقاءا بدءا من مواجهة الأردن في 6 يناير 1989 بالدوحة والفوز عليها بهدفه في الشوط الأول أمام 2859 متفرج في الدقيقة الحادية والعشرين، وكان الحكم من سنغافورة وهو روبرت لي بينغ آن وكان مدرب قطر البرازيلي كارلوس كابرال.

## كأس الخليج
ثاني أعظم هداف قطري بها برصيد 10 أهداف

### كأس الخليج 1988
سجل هدف في مرمى منتخب الإمارات لكرة القدم.

### كأس الخليج 1990
سجل هدف في مرمى منتخب عمان لكرة القدم.

### كأس الخليج 1992
سجل هدف في مرمى منتخب الكويت لكرة القدم، وقد سجل هدف في مرمى منتخب الإمارات لكرة القدم.

### كأس الخليج 1994 بالإمارات في نسختها الثانية عشر
سجل هدفين في مرمى منتخب عمان لكرة القدم، وقد سجل هدف في مرمى منتخب السعودية لكرة القدم، وقد سجل هدف في مرمى منتخب البحرين لكرة القدم. وتوج بلقب الهداف مناصفة مع السعودي فؤاد أنور أمين ولكل منهما 4 أهداف.

### كأس الخليج 1996
سجل هدف في مرمى منتخب عمان لكرة القدم، وآخر في مرمى منتخب البحرين لكرة القدم.

## روابط خارجية
- محمود صوفي على موقع قاعدة بيانات كرة القدم.إي يو (الإنجليزية)
- محمود صوفي على موقع ناشيونال فوتبول تيمز (الإنجليزية)
- محمود صوفي على موقع عالم كرة القدم.نت (الإنجليزية)
- محمود صوفي على موقع كووورة
- محمود صوفي على موقع اللجنة الأولمبية الدولية (الإنجليزية)
- محمود صوفي على موقع أوليمبيديا (الإنجليزية)